# لياندرو فييرا
لياندرو فييرا (بالبرتغالية: Leandro Vieira؛ مواليد 5 يونيو 1981) هو مدرب ومنافس جيو جيتسو برازيلية، ومؤسس مشارك لكش مات. وهو أيضًا مدرب جيو جيتسو برازيلية لفريق فنون القتال المختلطة في أكاديمية الكيك بوكسينغ الأمريكية، والتي تشتهر بأنها واحدة من أنجح الفرق في العالم.